# دبليو أن أف دبيو أن 16
دبليو أن أف دبيو أن 16 أو WNF Wn 16 طائرة تجريبية نمساوية تم بناؤها بالقرب من بداية الحرب العالمية الثانية.

## التصميم
كانت WNF Wn 16 ، الذي تم بناؤه في الأصل باسم Meindl-van Nes A.XV (المعروف أيضًا باسم Meindl M.15)،  طائرة تجريبية نمساوية تم بناؤها في أواخر الثلاثينيات من القرن الماضي لأبحاث الهيكل السفلي للدراجة الثلاثية.
طارت The Wn 16 لأول مرة في 23 سبتمبر 1939.  استمر التطور في الحرب العالمية الثانية وكانت أول رحلة مع محرك فالتر في 7 أغسطس 1942. 